# L'uomo caffelatte
L'uomo caffelatte (Watermelon Man) è un film del 1970, diretto da Melvin Van Peebles.
È il secondo film di Van Peebles, l'unico prodotto da una major quale la Columbia Pictures. Il protagonista è interpretato da Godfrey Cambridge, un attore afroamericano che per interpretare Jeff all'inizio del film si dipinse il viso di bianco, in netto contrasto con i black face, ossia i film degli anni venti in cui attori bianchi interpretavano dei neri dipingendosi il volto.
Il film non ebbe il successo di pubblico sperato, così Van Peebles dovette prodursi da solo il suo film successivo: Sweet Sweetback's Baadasssss Song, considerato il primo film del genere blaxploitation.

## Trama
Jeff Gerber è un assicuratore bianco, che vive in una zona borghese con la moglie apparentemente liberal, Althea, e i due figli, Burton e Janice.
Ogni mattina, Jeff si sveglia e sta molto tempo sotto la lampada solare ed effettua molti esercizi fisici. Fatto questo, esce di casa per andare al lavoro e compie una sfida con l'autobus, correndo per arrivare prima alla sua fermata.
Jeff non nasconde agli occhi degli altri la propria felicità e la propria serenità, ma è anche antipatico e razzista. Ogni sera ha con Althea accese discussioni su quelli che lui chiama negri, mentre Althea assiste con interesse alle rivolte razziali trasmesse dalla televisione.
Una mattina Jeff si sveglia e guardandosi allo specchio nota che la sua pelle è diventata nera. Profondamente scioccato, Jeff pensa sia solo un incubo e si rimette a letto, convinto che si sveglierà nuovamente bianco. Ma non è così. Agitato, si reca nuovamente in bagno e si lava più volte, quindi pensa sia il risultato di un uso smodato della lampada solare. Intanto Althea si reca in bagno e quando vede Jeff si mette ad urlare, scambiandolo per un estraneo.
Jeff trascorre la giornata interamente a casa, impaurito e depresso. Il giorno seguente si decide ad uscire. Rincorre come sempre l'autobus, ma viene inseguito a sua volta da una folla inferocita che pensa sia un ladro. In sua difesa interviene l'autista del bus, un afroamericano. I poliziotti, vedendo che è tutto a posto e che Jeff si sta solo recando al lavoro, lo lasciano andare. In ufficio, Jeff saluta come se niente fosse successo i suoi colleghi, che lo guardano sconcertati e sorpresi, tranne la segretaria tedesca che non rivolgeva alcuna parola al Jeff "bianco", mentre adesso gli dà addirittura il suo numero di telefono. Il capo di Jeff, invece, gli parla non notando il suo cambiamento, ma quando si allontana crede siano le lenti a contatto errate. Jeff si reca dal suo medico, che non sa cosa diagnosticargli, infine lo indirizza da un medico «della sua razza».
Intanto, a casa, Jeff le tenta tutte per tornare bianco. Beve litri di latte e si fa anche il bagno con esso, ma senza alcun risultato. La moglie, intanto riceve minacciose telefonate da anonimi che consigliano la famiglia a lasciare il quartiere.
In ufficio, il capo chiama Jeff e gli propone di lavorare solo per gli afroamericani. A casa, Althea non è più così liberal come sembrava, e rifiuta di far sesso con Jeff, fino a quando non tornerà bianco. Jeff si reca così dalla segretaria tedesca, che lo accoglie caldamente e fa l'amore con lui. Jeff si sente trattato come un oggetto sessuale e lascia la casa della segretaria, che lo insulta e grida che è stata violentata da lui.
Tornato a casa, Jeff vi trova i suoi vicini, che gli offrono dei soldi per andarsene via. Jeff riesce ad alzare il prezzo, e alla fine ottiene 100.000 $, dai 50.000 inizialmente offerti.
Intanto la situazione con Althea precipita, tanto che la donna lascia il marito e torna dai suoi genitori portandosi dietro i bambini. Jeff si licenzia dal lavoro e apre un suo studio per soli afroamericani. Va ad abitare in un quartiere afroamericano e socializza con loro, accettando il fatto di essere uno di loro.